# La Canea
La Canea (en griego: Χανιά, romanizado: Chaniá) es una ciudad y un municipio de Grecia. Se localiza en Creta occidental y es la capital de la unidad periférica de La Canea. Es la segunda ciudad más importante de la isla, con aproximadamente 55 000 habitantes en el municipio y más de 120 000 en su área conurbada.

## Historia

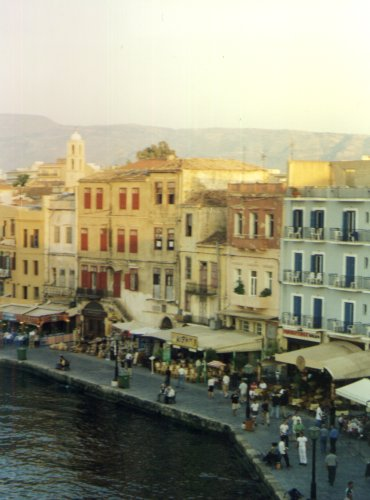
Barrio veneciano

### Antigüedad
La Canea está situada en el lugar donde se ubicaba un asentamiento cuyos restos incluyen materiales de todas las fases del periodo minoico. Sufrió una destrucción hacia el año 1450 a. C. pero luego, a partir de 1400 a. C., coincidiendo con el auge de la civilización micénica volvió a florecer hasta otra nueva destrucción. En las tablillas de lineal B aparece documentado el nombre arcaico del asentamiento bajo la forma Ku-do-ni-ja, que corresponde a la posterior Cidonia. Un aspecto discutible es si en esta época micénica Cidonia era el centro de un reino independiente o si, en cambio, dependía de Cnosos. A este respecto, se ha sugerido que la identificación de una misma mano de un escriba en diferentes tablillas de Cidonia y de Cnosos parece apuntar a una dependencia del primer palacio con respecto del segundo, pero esta identificación ha sido negada por algunos autores. La ciudad era lo bastante importante para ser mencionada en la Odisea de Homero. Durante los periodos de la Grecia Clásica y helenística Cidonia estaba constantemente en guerra con otras ciudades-estado como Gortina, Lappa y Polirrenia, incluso la misma Egina que conmemoró una victoria contra Cidonia en el templo de Afea. En el 66 a. C. el cónsul romano Metelo derrotó a los cretenses y conquistó Cidonia, a quien concedió los privilegios de una ciudad-estado independiente, como la acuñación de moneda.

### Edad Media
Los primeros años de dominiο romano oriental no están suficientemente documentados. En 824, los sarracenos de origen andalusí ocuparon la isla, siendo recuperada por los romanos orientales en el año 921 y fortificada para evitar que volviese a caer en manos enemigas. 
Tras la Cuarta Cruzada y el desmantelamiento del Imperio romano de Oriente en 1204, Creta es cedida a Bonifacio, marqués de Montferrat, que posteriormente vende la isla a los venecianos. En 1252, Venecia consigue someter toda la isla pero en 1263 los genoveses, con el apoyo de la población, toman La Canea ayudados por el conde de Malta Henrico Pescatore, controlando la ciudad hasta 1285, año en que es reconquistada por los venecianos. La Canea se convierte entonces en la sede administrativa de la región y centro de comercio. Los contactos con los venecianos favorecen los intercambios entre las dos culturas. El nombre italiano de la ciudad pasa a ser La Canea y se construyen importantes fortificaciones alrededor de la ciudad, otorgándole su forma actual.
Sin embargo los muros no impiden a los otomanos entrar en la ciudad después de tan solo dos meses de asedio, capturando La Canea el 2 de agosto de 1645. Los otomanos perdieron muchos hombres durante ese asedio: el comandante del ejército otomano es mandado ejecutar al volver al país por haber perdido 40 000 hombres.

### Edad Moderna
La mayoría de las iglesias son transformadas en mezquitas y las riquezas de la ciudad son saqueadas. Los turcos se instalan principalmente en los barrios situados al este de la ciudad, Kastelli y Splantzia, donde convierten la iglesia dominica de San Nicolás en la mezquita de Huguiar Tzamissi. Construyen asimismo nuevas mezquitas, como la mezquita Kiutsuk Hassan Tzamissi, enfrente de la puerta de los baños públicos (hamam). El bajá de Creta residía en La Canea.
En 1821, tras el levantamiento nacional griego contra el Imperio otomano muchos cretenses son masacrados, incluido el arzobispo de Kissamoz, colgado de un árbol.
Elefterios Venizelos, original de Mournies, cerca de La Canea, es uno de los que lideran el alzamiento contra los turcos, llegando a convertirse en uno de los ministros más importantes de Grecia. Su tumba se encuentra en la cima de una colina cercana a La Canea. En 1898, cuando se dan los primeros pasos hacia la independencia y la unión (enosis) con Grecia, las grandes potencias hacen de La Canea la capital de un Estado cretense semiautónomo, con el príncipe Jorge I de Grecia a la cabeza. Las embajadas y consulados neoclásicos del barrio de Aleppo datan de ese periodo. En 1971 Heraklión se convierte en la capital de la isla.

## La ciudad moderna

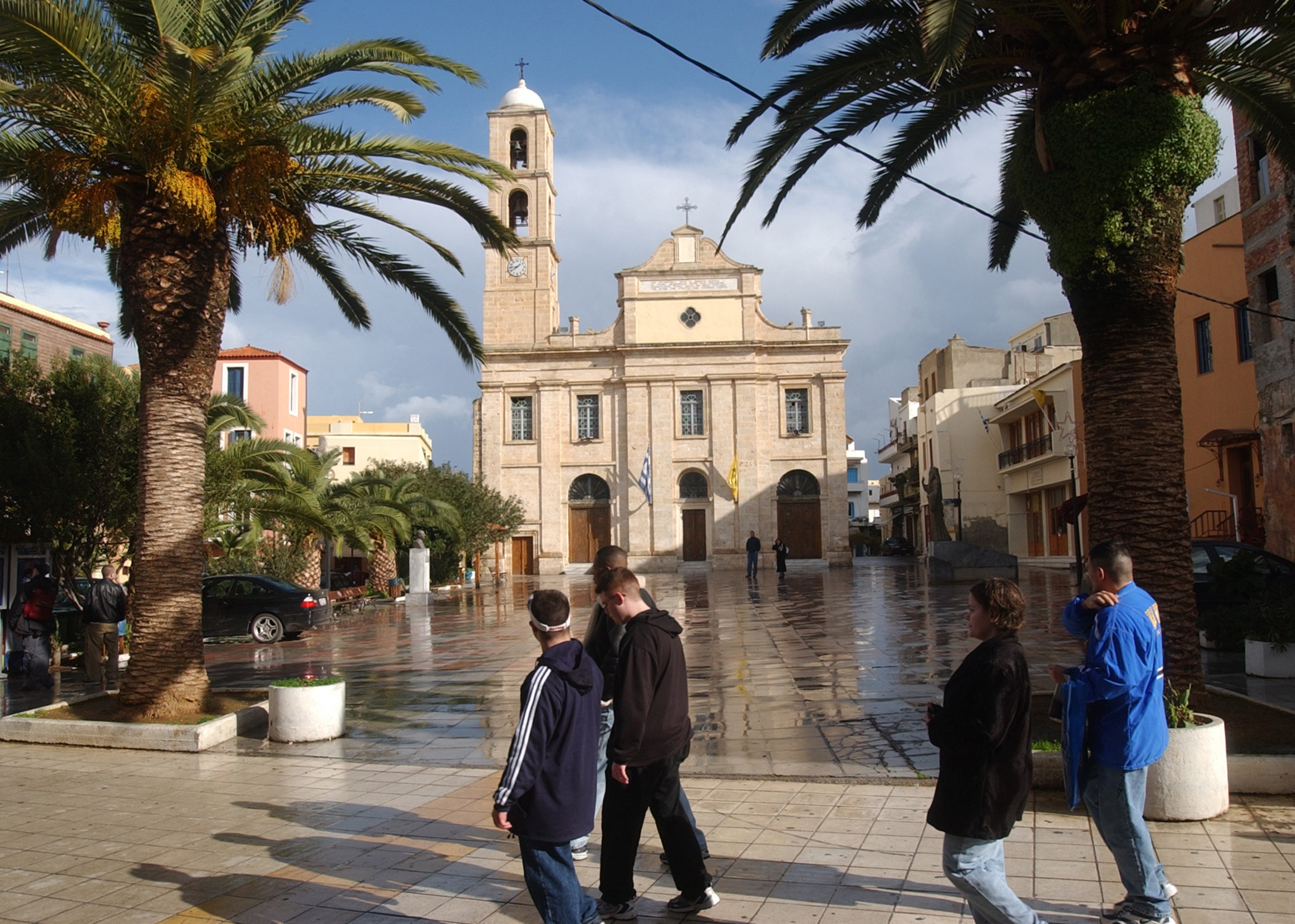
Catedral Ortodoxa de La Canea.

A pesar de haber sido bombardeada durante la II Guerra Mundial La Canea es considerada como una de las ciudades más bonitas de Creta, especialmente por su viejo puerto veneciano, del siglo XV, y la Mezquita de los Jenízaros. La mayor parte de los edificios han sido restaurados para convertirse en hoteles, tiendas o bares. Sin embargo, el barrio de la Splantzia, detrás del puerto y de los arsenales venecianos se ha conservado intacto y conserva la atmósfera de aquella época. La catedral griega de 1860 está situada en una esquina, frente a la catedral católica. La sinagoga Etz Hayyim, en el barrio de Topanás, ha sido restaurada en los últimos años, ya que había quedado casi en ruinas tras la deportación de la población judía de La Canea en 1944. Un torpedero británico hundió el Tanais, que transportaba a la mayor parte de los judíos prisioneros.
La ciudad posee asimismo un museo arqueológico, un museo de la marina y un museo del folclore, galerías de arte y numerosas tiendas y tabernas en la ciudad vieja. En la ciudad nueva podemos encontrar la universidad y el ayuntamiento.

## Demografía

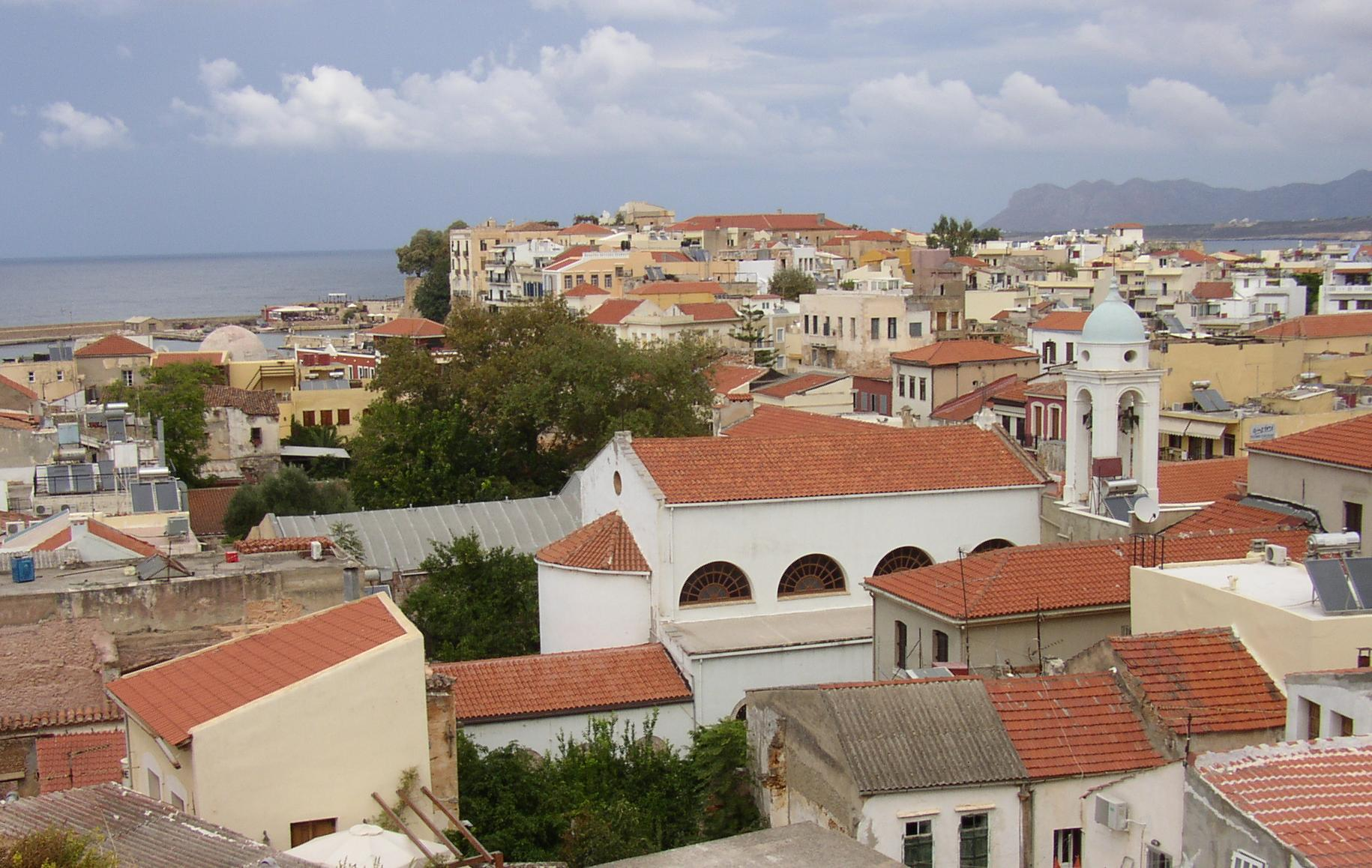
Kastelli

| Año  | Población | Tasa de crecimiento |
| ---- | --------- | ------------------- |
| 1981 | 47,471    | -                   |
| 1991 | 50,007    | +5,34%              |

## Transportes

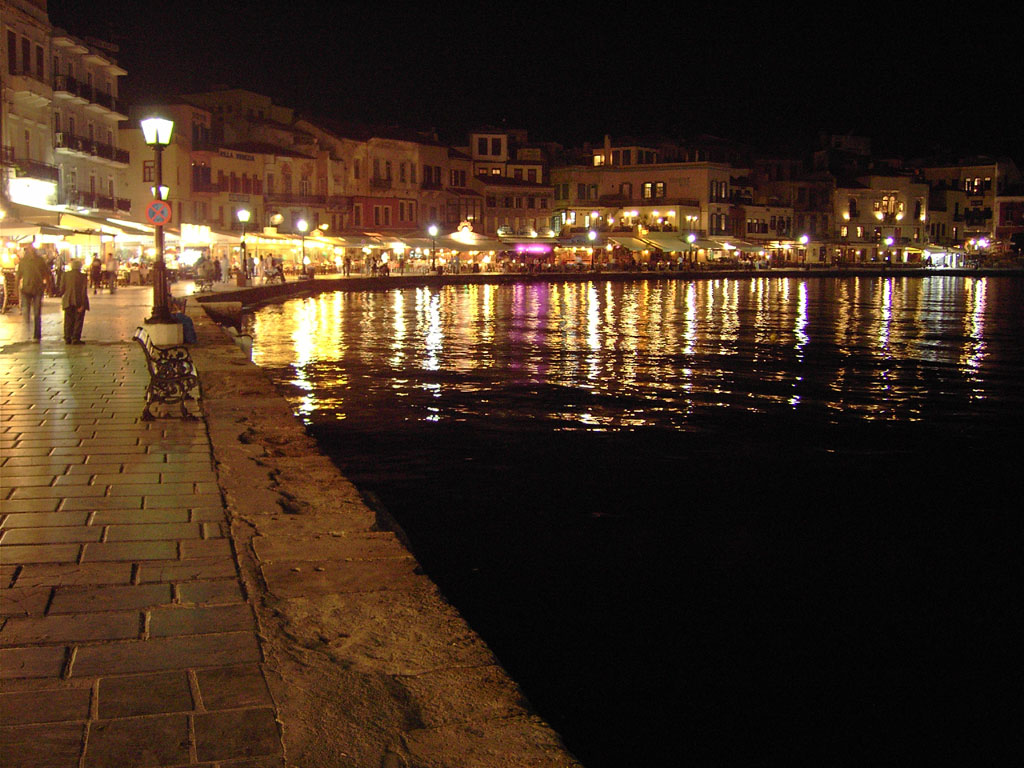
El puerto de La Canea de noche

La ciudad posee un aeropuerto internacional en la península de Akrotiri llamado aeropuerto de Daskalogiannis en honor a un héroe de la guerra contra los turcos. Hay vuelos diarios a Atenas y en verano los vuelos chárter a Alemania, Reino Unido y otros países de Europa son relativamente frecuentes.  Suda, a 7 km al este, es el puerto de la ciudad y la sede de una base naval de la OTAN. De ahí salen diariamente transbordadores a Atenas.